# Liste der Ehrensenatoren des Karlsruher Instituts für Technologie
Die Liste der Ehrensenatoren des Karlsruher Instituts für Technologie führt alle Personen auf, die die Würde des Ehrensenators vom Karlsruher Institut für Technologie sowie dessen Vorgängerorganisationen, namentlich der TH Karlsruhe bzw. der Universität Karlsruhe, erhalten haben. Die Ehrensenatorwürde wurde im Jahr 1923 eingeführt, um die materielle Förderung für die Hochschule zu würdigen.

## Liste
| Name                                             | Ernannt |
| ------------------------------------------------ | ------- |
| Hans Georg Appenzeller                           | 1994    |
| Arthur Barth                                     | 1939    |
| Werner Bansen                                    | 1968    |
| Manfred Bähr                                     | 2006    |
| Hermann Becker                                   | 1978    |
| Julius Bender                                    | 1949    |
| Richard Betz                                     | 1925    |
| Rudolf Bingel                                    | 1943    |
| Peter Biró                                       | 1961    |
| Georg Bleisteiner                                | 1956    |
| Heinz Blessman                                   | 1990    |
| Bernhard Borst                                   | 1933    |
| Walter A. Bösenberg                              | 1965    |
| Franz Brans                                      | 1927    |
| Waldemar Braun                                   | 1950    |
| Herbert Bretschneider                            | 1950    |
| Alfons Brill                                     | 1950    |
| Heinrich Brückmann                               | 1927    |
| Heinz Bubel                                      | 1986    |
| Franz Burda                                      | 1950    |
| Theodor Bürgin                                   | 1925    |
| Heinrich Canzler                                 | 1951    |
| Jean Capelle                                     | 1962    |
| Heinrich Cassimir                                | 1936    |
| Kurt A. Dambach                                  | 1972    |
| Karl Danzer (Unternehmer) (Danzer (Unternehmen)) | 1966    |
| Ernst Deck                                       | 1969    |
| Herrmann A. L. Degener                           | 1931    |
| Theo Deglmann                                    | 1960    |
| Max Dehne                                        | 1927    |
| F. A. Deichen                                    | 1930    |
| Adolf Dietler                                    | 1924    |
| Joseph Dorer                                     | 1951    |
| Richard-Eugen Dörr                               | 1952    |
| Karl Duisberg                                    | 1926    |
| Otto Dullenkopf                                  | 1975    |
| Emil Eisele                                      | 1950    |
| Adolf Elsaesser                                  | 1950    |
| Friedrich Engesser                               | 1923    |
| Carl Engler                                      | 1923    |
| Max Fessler                                      | 1923    |
| Rudolf Fettweis                                  | 1947    |
| Heinrich Freiberger                              | 1962    |
| Hans Freudenberg                                 | 1925    |
| Hans-Jürgen Ganß                                 | 1975    |
| Karl Gebhardt                                    | 1952    |
| Rolf von Gierke                                  | 1950    |
| Leo Giler                                        | 1925    |
| Janos Ginsztler                                  | 1995    |
| Heinrich Goebels                                 | 1939    |
| Fritz-Aurel Goergen                              | 1955    |
| Werner Goldschmit                                | 1975    |
| Rudolf Greifeld                                  | 1969    |
| Clemens Grimm                                    | 1983    |
| Max Grundig                                      | 1987    |
| Max Gundelach                                    | 1923    |
| Ludwig Gütermann                                 | 1929    |
| Nicolas Adolf Halbertsma                         | 1952    |
| Hans Leonhard Hammerbacher                       | 1950    |
| Hans-Werner Hector                               | 2007    |
| Hans-Wolfgang Heidland                           | 1975    |
| Dieter Heilmann                                  | 1975    |
| Martin Herrenknecht                              | 2011    |
| Martin Hess                                      | 1923    |
| Bruno Heusinger                                  | 1966    |
| Udo Hoesch                                       | 1950    |
| Willy Höfler                                     | 1989    |
| Walter Hohner                                    | 1975    |
| Wilhelm Homann                                   | 1950    |
| Franz Eugen Huber                                | 1950    |
| Detlef W. Hübner                                 | 2007    |
| Arnold Huggenberger                              | 1953    |
| Jakob Hupperich                                  | 1992    |
| Oskar Hüssy                                      | 1942    |
| Wilhelm von Ilsemann                             | 1992    |
| Paul Imbs                                        | 1968    |
| Heinrich Jäger                                   | 1983    |
| Heinrich Jakopp                                  | 1950    |
| Karl Kallenbach                                  | 1929    |
| Jochen Kienzle                                   | 1975    |
| Edgar Kipper                                     | 2002    |
| Horst Kleiner                                    | 2000    |
| Paul Kleinewefers                                | 1950    |
| Otto Koehn                                       | 1950    |
| Hellmut Kohler                                   | 1971    |
| Karl Kölmel                                      | 1950    |
| Günther Kopf                                     | 1956    |
| Wolfgang Kottmann                                | 1994    |
| Kurt Kraft                                       | 1967    |
| Egon Kremer                                      | 1980    |
| Siegfried Kühn                                   | 1948    |
| Gerhard Lehmann                                  | 1977    |
| Carl Lehner                                      | 1925    |
| Ernst Leitz                                      | 1925    |
| Philipp Lenze                                    | 1927    |
| Robert Ley                                       | 1939    |
| Hans Liebherr                                    | 1974    |
| Ferdinand Lindenmeyer                            | 1929    |
| Hermann Linnemann                                | 1939    |
| Adolf Lohse                                      | 1950    |
| Arved Lompe                                      | 1970    |
| Walter Ludewig                                   | 1963    |
| Charles Davis Marx                               | 1923    |
| Horst Marschall                                  | 1995    |
| Willy Menzinger                                  | 1928    |
| Adolf Messer                                     | 1950    |
| Alfred Robert Meyer                              | 1952    |
| Pal Michelberger                                 | 1995    |
| Alex Möller                                      | 1950    |
| Karl Moninger                                    | 1925    |
| Karl Müller                                      | 1923    |
| Robert Müller-Wirth                              | 1968    |
| Alfred Neff                                      | 1967    |
| Karl Neuenhofer                                  | 1952    |
| August Neuerburg                                 | 1927    |
| Robert Nicolai                                   | 1926    |
| Heinz Nixdorf                                    | 1981    |
| Imre Perenyi                                     | 1980    |
| Hans Peters                                      | 1950    |
| Elisabeth von Petri                              | 1930    |
| Oskar von Petri                                  | 1928    |
| Erich Pfisterer                                  | 1961    |
| Friedrich Pietsch                                | 1930    |
| Adolf Pirrung                                    | 1951    |
| Károly Polinszky                                 | 1985    |
| Hans Ramm                                        | 1973    |
| Wendelin Rauch                                   | 1949    |
| Hugo Rhein                                       | 1976    |
| Jacques Robin                                    | 1985    |
| Mirko Roš                                        | 1950    |
| Paul Rott                                        | 1924    |
| Adolf Samwer                                     | 1939    |
| Robert Sänger                                    | 1952    |
| Hans Ulrich Schäfer                              | 1973    |
| Karl Schaller                                    | 1942    |
| Peter Scherer                                    | 1994    |
| Hans Scherenberg                                 | 1969    |
| Walter Schlienz                                  | 1947    |
| Helwig Schmied                                   | 1996    |
| Franz Schnabel                                   | 1949    |
| Karl Schnetzler                                  | 1944    |
| Bruno Schroers                                   | 1931    |
| Gunther Schroff                                  | 1989    |
| Ingrid Schroff                                   | 2001    |
| Hermann Schuon                                   | 1950    |
| Karl Schüssler                                   | 1950    |
| Ludolf Schwenkow                                 | 1950    |
| Robert Schwebler                                 | 1977    |
| Rudolf Seitz                                     | 1977    |
| Ernst von Siemens                                | 1950    |
| Karl Sipp                                        | 1941    |
| Lothar F. W. Sparberg                            | 1984    |
| Rudolf Sperner                                   | 1977    |
| Bernhard Spielmeyer                              | 1927    |
| Albert F. Spitta                                 | 1972    |
| Walter Staiger                                   | 1968    |
| Louis Stoess                                     | 1923    |
| Hans Strauß                                      | 1954    |
| Ludwig Stromeyer                                 | 1926    |
| Otto Ernst Sutter                                | 1923    |
| Christian Teichmann                              | 1991    |
| Eugen Thoma                                      | 1948    |
| Friedrich Töpper                                 | 1948    |
| Alfred Tröbliger                                 | 1976    |
| Klaus Tschira                                    | 1999    |
| Friedrich Uhde                                   | 1951    |
| Erwin Umhauer                                    | 1950    |
| Walter Urbach                                    | 1993    |
| Karl-Ernst Vaillant                              | 1994    |
| Johanna Vielmetter                               | 1930    |
| Joachim Vielmetter                               | 1956    |
| Willy Vogel                                      | 1923    |
| Albert Vögler                                    | 1927    |
| Hermann Wachendorff                              | 1931    |
| Georg Weyland                                    | 1942    |
| Helmut Winkler                                   | 1950    |
| Friedrich Wolff                                  | 1931    |
| J. Wolfferts                                     | 1927    |
| Carl Wurster                                     | 1958    |
| Paul Ziegler                                     | 1923    |
| Lothaire Ziliox                                  | 2002    |